# Marius Obekop
Marius Obekop Bedzigui (* 19. Dezember 1994 in Yaoundé) ist ein kamerunischer Fußballspieler auf der Position eines Mittelfeldspielers, der seit Januar 2016 im Aufgebot von Orlando City B, dem zweiten Profiteam des MLS-Franchises Orlando City, in der United Soccer League unter Vertrag steht.

## Vereinskarriere

### Karrierebeginn in der Heimat
Marius Obekop wurde am 19. Dezember 1994 in der kamerunischen Hauptstadt Yaoundé geboren und verbrachte den Großteil seiner Jugendkarriere beim dortigen Sportklub Arsenal de Yaoundé. Als 15-Jähriger schaffte er es in das Herrenaufgebot des kamerunischen Erstligisten Renaissance FC de Ngoumou, rund 50 Kilometer südlich der Hauptstadt. Sein offizielles Debüt gab er an seinem 16. Geburtstag gegen Caïman Douala, als er auch ein Tor von außerhalb des Strafraums erzielte. Anfangs noch als Stürmer und Spielmacher ausgebildet, kam er in seinem Heimatland vor allem als Angriffsspieler zum Einsatz und bildete mit Alix Bertin Ondobo Ebanga ein kongeniales Sturmduo. In der Mannschaft kam er bis zu seinem Abgang 2012 als Stammspieler zum Einsatz und brachte es in seinem letzten Jahr auf 18 Ligaspielen, in denen er fünf Treffer beisteuerte.

### Wechsel nach Nordamerika
Nachdem US-Scouts bereits im November 2012, nach einer von der Fédération Camerounaise de Football getroffenen Vorauswahl, auf den jungen Kameruner aufmerksam geworden waren und ihn seitdem beobachteten, wurde am 18. April 2013 der Wechsel von Marius Obekop und des brasilianisch-österreichischen Stürmers Rafhinha zum  Major-League-Soccer-Franchise New York Red Bulls bekanntgegeben. Bereits davor absolvierte er im Januar 2013 ein erfolgreiches Probetraining für das Franchise. Zu seinem Profidebüt in Nordamerika kam er schließlich rund einen Monat nach Vertragsunterzeichnung, am 17. April 2013 in einer Partie gegen Sporting Kansas City, als er als Ersatzspieler 13 Minuten spielte und zwei Schüsse machte. Im weiteren Saisonverlauf 2013 kam er unter dem New-York-Red-Bulls-Rekordspieler und jetzigen Trainer Mike Petke zu vier weiteren Ligakurzeinsätzen und saß in elf weiteren Partien ohne Einsatz auf der Ersatzbank.
Parallel dazu verbrachte er seine Zeit zum Teil auch beim Reserveteam mit Spielbetrieb in der MLS Reserve League, in der er als Stammkraft agierte, in allen zwölf Ligapartien seiner Mannschaft eingesetzt wurde und es dabei zu fünf Treffern brachte. Mit der Profimannschaft feierte er im Ligabetrieb den Meistertitel in der Eastern Conference und rangierte mit dem Team auch in der zusammengefassten Gesamttabelle zum Saisonende auf Rang eins. Des Weiteren gewann das Franchise aufgrund dieser Platzierung erstmals das MLS Supporters’ Shield, schied zwar in den anschließenden MLS Cup Playoffs knapp in den Semifinali gegen Houston Dynamo aus, qualifizierte sich jedoch dennoch für die Teilnahme an der CONCACAF Champions League 2014/15.
Auch in der Major League Soccer 2014 blieben Obekops Einsätze bei den Red Bulls weitgehend aus. Nachdem er fast auf den Tag genau ein Jahr nicht mehr auf in einem offiziellen Pflichtspiel des Profiteams auf der Ersatzbank gesessen war, kam er am 29. September 2014 erstmals wieder zu einem Kurzeinsatz als Ersatzspieler, wo er bei der klaren 0:4-Niederlage gegen den Toronto FC mit zwei Torschüssen überzeugen konnte und am 11. Oktober 2014 gegen Sporting Kansas City erneut kurzzeitig eingesetzt wurde. Zu verhältnismäßig wenig Einsätzen kam der Kameruner auch im Reserveteam, in dem er es über die gesamte Saison hinweg auf lediglich vier Meisterschaftsspiele und einen -treffer brachte. Die Major League Soccer schloss er mit dem Team auf dem vierten Platz der Eastern Conference ab und schaffte es in den nachfolgenden Play-offs bis in die Conference-Finals, wo man knapp der New England Revolution unterlag. In den Play-offs wurde Marius Obekop jedoch nicht von Mike Petke berücksichtigt.

### Leihe an die neue Reservemannschaft

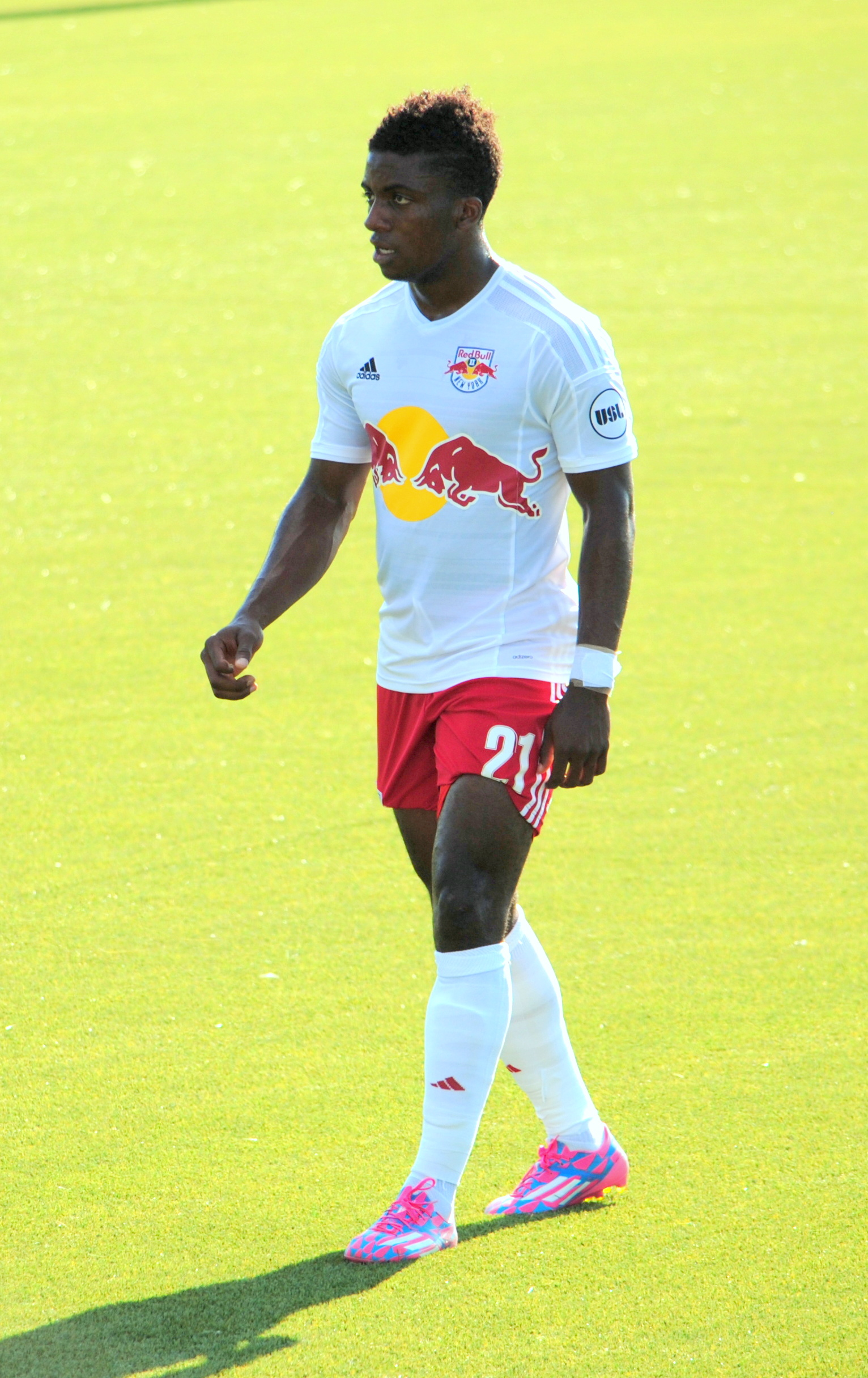
Marius Obekop als Spieler von New York Red Bulls II (2015)

Zur Major League Soccer 2015 wurde Obekop an das neugegründete Reserveteam New York Red Bulls II in der drittklassigen Profiliga United Soccer League ausgeliehen und kam für dieses in ihrem ersten Pflichtspiel in der Geschichte, einem 0:0-Remis gegen die Rochester Rhinos am 28. März 2015, zum Einsatz. Seinen ersten Treffer für die Mannschaft erzielte er am 4. April 2015 per Elfmeter bei einem 4:1-Erfolg über Toronto FC II, dem ersten Sieg in der noch jungen Geschichte des Teams. Parallel dazu war der kamerunische Offensivakteur jedoch auch noch für das MLS-Team spielberechtigt und saß für dieses im Mai und Anfang Juni 2015 in vier Partien auf der Ersatz. Im vierten dieser Spiele, einer 2:4-Niederlage gegen Houston Dynamo, kam er unter Jesse Marsch zu einem vierminütigen Kurzeinsatz, als er für Lloyd Sam auf den Rasen kam. Am Saisonende rangierte er mit den New York Red Bulls abermals auf dem ersten Platz der Eastern Conference und der Gesamttabelle und gewann somit zum zweiten Mal in der Geschichte des Franchises das MLS Supporters’ Shield und war erneut für die Gruppenphase der CONCACAF Champions League 2016/17 gesetzt. Bei New York Red Bulls II war er bis zum Saisonende, als er mit der Mannschaft auf dem vierten Platz der Eastern Conference rangierte und es bis in die Conference-Semifinals brachte, in 22 Ligapartien im Einsatz und mit sechs Treffern mannschaftsinterner Torschützenkönig.

### Transfer zu Orlando City B
Nachdem sein Vertrag bei den New York Red Bulls mit Jahresende 2015 ausgelaufen war, gab das Major-League-Soccer-Franchise Orlando City am 13. Januar 2016 bekannt, den jungen Offensivakteur für sein ab 2016 in der United Soccer League antretendes Reserveteam Orlando City B unter Vertrag genommen zu haben, wobei jedoch offen blieb, ob er auch für das Erstligateam spielberechtigt wäre.

## Nationalmannschaftskarriere
In seiner bisherigen Laufbahn kam Obekop bisher in der kamerunischen U-17-Auswahl und in der kamerunischen U-20-Nationalmannschaft zum Einsatz. Seine ersten Einsätze für die U-17 seines Heimatlandes hatte er im Jahr 2010, als er es bei 15 Länderspieleinsätzen auf insgesamt zwölf Treffer brachte, womit er all seine Mannschaftskollegen übertraf. Im nachfolgenden Jahr 2011 folgten ebenso viele Einsätze für das Team, wobei jedoch seine Torgefährlichkeit abnahm und er es auf vier Torerfolge brachte. Mit der Mannschaft betritt er in diesem Jahr vor allem die Qualifikation für die U-17-Fußball-Afrikameisterschaft, die im darauffolgenden Jahr in Marokko und ohne Kameruns Beteiligung stattfinden sollte. In seinem Debütjahr 2010 wurde er als bester Stürmer seines Teams ausgezeichnet und gewann mit der Mannschaft die Silbermedaille beim Nehru Cup. Bereits 2009 wurde er zum besten U-17-Spieler seines Heimatlandes gewählt und war mit vier Toren beim Gewinn des Roger Milla Cup einer der Hauptleistungsträger. Nachdem er 2012 noch in zwei Spielen der Qualifikation zur U-20-Afrikameisterschaft in Kameruns U-20-Nationalmannschaft zum Einsatz kam und dabei selbst torlos blieb, blieben weitere internationale Einsätze in Zukunft aus.

## Erfolge
- Sieger der Regular Season der Eastern Conference: 2013 und 2015
- Gewinner des MLS Supporters’ Shield als punktebeste Mannschaft der Major League Soccer: 2013 und 2015